# Stigmoplusia allocota
Stigmoplusia allocota là một loài bướm đêm trong họ Noctuidae.